# Bettine Harris
Bettine Harris (Axbridge) es una deportista británica que compite en vela en la clase 470.
Ganó una medalla de bronce en el Campeonato Mundial de 470 de 2025 y una medalla de plata en el Campeonato Europeo de 470 de 2025.

## Palmarés internacional
| \| Campeonato Mundial \| Campeonato Mundial \| Campeonato Mundial \| Campeonato Mundial \| \| Año \| Lugar \| Medalla \| Clase \| \| ------------------ \| ------------------ \| ------------------ \| ------------------ \| \| 2025 \| Gdynia (Polonia) \| Medalla de bronce \| 470 mixto \| \| Campeonato Europeo \| \| \| \| \| Año \| Lugar \| Medalla \| Clase \| \| 2025 \| Split (Croacia) \| Medalla de plata \| 470 mixto \| |                  |                   |           |
| Campeonato Mundial |                  |                   |           |
| Año | Lugar            | Medalla           | Clase     |
| 2025 | Gdynia (Polonia) | Medalla de bronce | 470 mixto |
| Campeonato Europeo |                  |                   |           |
| Año | Lugar            | Medalla           | Clase     |
| 2025 | Split (Croacia)  | Medalla de plata  | 470 mixto |